# I Don’t Want a Lover
«I Don’t Want a Lover» (с англ. — «Мне не нужен любовник») ― дебютный сингл шотландской группы Texas с их первого альбома Southside (1989). Он был выпущен 23 января 1989 года и достиг восьмого места в UK Singles Chart. В 2001 году Stargate и DJ Stonebridge сделали ремикс и переиздали песню для продвижения сборника Greatest Hits. Выпущенная 9 июля 2001 года, эта версия достигла 16-го места в британском чарте.

## Реакция критики
В ироничной рецензии от 4 февраля 1989 года Фил Чизман, обозреватель британского музыкального журнала Record Mirror, упрекнул песню в отсутствии индивидуальности. Он писал: «Всё начинается ярко со слайд-гитары, но прежде чем она окончится, всё скатывается к американскому FM-року, и вот, Вы уже шарите глазами по конверту пластинки в смутной попытке найти что-то более интересное».

## Трек-лист
1989 CD single (TEX CD1)
1. «I Don’t Want a Lover» — 5:07
2. «Believe Me» — 4:00
3. «All in Vain» — 3:43

2001 CD1 (MERCD 533)
1. «I Don’t Want a Lover» (2001 Mix) — 4:15
2. «Superwrong» — 3:58
3. «I Don’t Want a Lover» (Stonebridge Club Remix) — 7:37
4. «I Don’t Want a Lover» (Video) — 4:15

2001 CD2 (MERDD 533) Ltd Edition
1. «I Don’t Want a Lover» (Live) — 5:33
2. «Summer Son» (Live) — 4:09
3. «Suspicious Minds» (Live) — 4:41

- All songs were recorded live at the Greatest Hits tour 2001.

## Чарты
| Чарт(1989)                         | Высшая позиция |
| ---------------------------------- | -------------- |
| Австралия (ARIA)                   | 4              |
| Австрия (Ö3 Austria Top 40)        | 9              |
| Бельгия/Фландрия (Ultratop 50)     | 25             |
| Europe (Eurochart Hot 100)         | 33             |
| Франция (SNEP)                     | 11             |
| Ирландия (IRMA)                    | 8              |
| Нидерланды (Single Top 100)        | 50             |
| Новая Зеландия (Recorded Music NZ) | 11             |
| Швейцария (Schweizer Hitparade)    | 3              |
| Великобритания (OCC UK Singles)    | 8              |
| US Billboard Hot 100               | 77             |
| US Album Rock Tracks (Billboard)   | 27             |
| US Modern Rock Tracks (Billboard)  | 11             |
| ФРГ (GfK)                          | 18             |

| Чарт(2001)                      | Высшая позиция |
| ------------------------------- | -------------- |
| Europe (Eurochart Hot 100)      | 67             |
| Ирландия (IRMA)                 | 29             |
| Шотландия (OCC Scotland)        | 8              |
| Великобритания (OCC UK Singles) | 16             |

| Чарт(1989)                            | Позиция |
| ------------------------------------- | ------- |
| Australia (ARIA)                      | 34      |
| Europe (Eurochart Hot 100)            | 69      |
| Switzerland (Schweizer Hitparade)     | 18      |
| West Germany (Official German Charts) | 94      |

## Сертификации
| Регион                                                      | Сертификация | Продажи |
| ----------------------------------------------------------- | ------------ | ------- |
| Австралия (ARIA)                                            | Золотой      | 35 000^ |
| ^ Данные о тиражах приведены только на основе сертификации. |              |         |